# 레인보우: 나의 사랑
《레인보우: 나의 사랑》(Una questione privata, Rainbow - A Private Affair)은 프랑스에서 제작된 파올로 타비아니 감독의 2017년 멜로/로맨스, 드라마 영화이다. 루카 마리넬리 등이 주연으로 출연하였고 서지 라로우 등이 제작에 참여하였다. Beppe Fenoglio의 소설에 기반을 두고 있다. 파올로 타비아니가 2018년 사망하기 전까지 감독된 마지막 영화이다.

## 출연

### 주연
- 루카 마리넬리
- 발렌티나 벨레
- 로렌조 리첼미

### 조연
- 자코포 올모 안티노리
- 안토넬라 아틸리
- 지울리오 베라넥
- 안나 페루초

## 기타
- 원작자: 베페 페뇰리오
- 미술: 에미타 프리가토
- 의상: 리나 넬리 타비아니
- 배역: 스테파니아 로다